# Maleniska (obwód lwowski)
Maleniska (ukr. Малинище) – wieś na Ukrainie w rejonie złoczowskim należącym do obwodu lwowskiego.
Do 2020 w rejonie brodzkim. 